# 篠原梨菜
篠原梨菜（日语：／ Shinohara Rina ?，1996年10月29日—），是日本TBS电视台播报员。

## 经历
神奈川县出身。中学时代曾经写过一篇关于羽毛球的研究论文，获得了文部科学大臣奖。
毕业于東京大学法学部第1類（法学综合课）。讨论发表会东亚政治。2016年大二的时候，在东京大学年度校园小姐选拔活动中获得冠军，出演过电视节目。2019年4月进入TBS电视台工作。

## 出演电视节目
- 鬧鐘電視（富士電視台／天气预报员、2017年4月 - 9月）
- 週六鬧鐘新聞（富士電視台／天气预报员、2017年4月 - 2018年3月）
- 本能Z（CBC电视台／2017年11月29日）
- 东大王（2019年8月21日、2019年9月18日）
- 開運音乐堂（2019年9月21日）

## 脚注
1. ↑  . RBBTODAY. 2019-10-06  [2019-10-06]. （原始内容存档于2020-10-28） （日语）.
2. ↑  . ORICON NEWS （日语）.
3. ↑  . 下北沢経済新聞. 2016-11-29  [2019-10-06]. （原始内容存档于2019-04-02） （日语）.